# Masoveria de Serramitjana
La Masoveria de Serramitjana és una obra de Santa Cecília de Voltregà (Osona) protegida com a Bé Cultural d'Interès Local.

## Descripció
La Masoveria de Serramitjana està situada a l'oest del nucli de Santa Cecília de Voltregà. Es tracta d'un mas format per tres cossos de planta rectangular, un cos principal i dos auxiliars. Els dos cossos auxiliars estan adossats al principal pels extrems formant una U. El cos principal té coberta de dos aiguavessos de teula àrab amb carener perpendicular a la façana. D'altra part, els dos cossos auxiliars tenen coberta de dos aiguavessos de teula àrab amb carener paral·lel a la façana.
La façana principal del cos central està orientada al sud-oest. En alçada consta de planta baixa, primer pis i golfes. La porta principal és rectangular amb marc de pedra. Al primer pis s'obre una porxada de tres arcs de mig punt rebaixats. A les golfes s'observen dues petites finestres quadrades. Els cossos auxiliars adossats a la façana principal consten en alçada d'un sol pis. Els paraments dels murs estan arrebossats i pintats de blanc, destaquen els carreus de pedra vista dels marcs dels arcs i vèrtexs dels edificis.

## Història
La primera notícia documental que conservem de la Masoveria de Serramitjana és un fogatge de 1360.